# Radhusområdet i kvarteret Tegen större och mindre

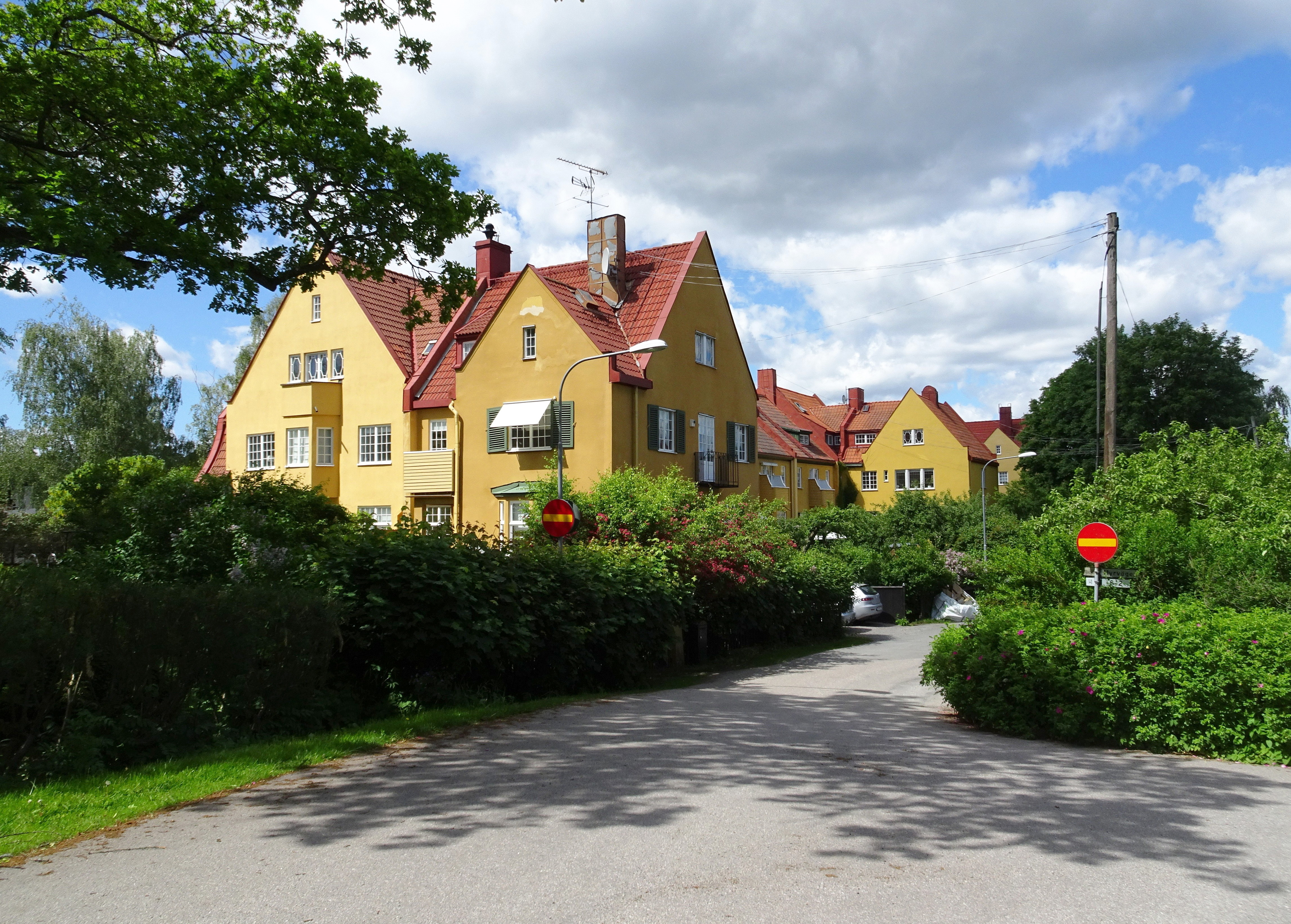
Radhusområdet sett från Ängsvägen med Tegen större närmast.

Radhusområdet i kvarteret Tegen större och mindre vid Åkervägen och Ängsvägen i kommundelen Hersby, Lidingö kommun uppfördes 1908–1909 efter ritningar av arkitekt Jacob Gate. Bebyggelsen klassas av kommunen som ”kulturhistoriskt värdefull” och ingår i ”kulturhistoriska miljöer” enligt kommunens översiktsplan från 27 maj 2002.

## Bakgrund
Lidingö har en lång tradition att bygga radhus och kom att bli en av de första städerna i Sverige som tillämpade denna forn av bostadsbebyggelse, till en början efter engelska och tyska förebilder. De så kallade Canadahusen byggdes 1907 till 1908 och räknas tillsammans med Gamla Enskedes radhus (byggda 1908–1909) i Gamla Enskede i södra Stockholm som Sveriges allra första radhus. Ungefär samtidigt uppfördes även radhusområdet i kvarteren Tegen större och mindre i Hersby, strax söder om Hersby gård. Till skillnad från Canadahusen som var avsedda för arbetare och deras familjer ritades Tegen direkt för den bemedlade medelklassen.

## Historik

### Planering

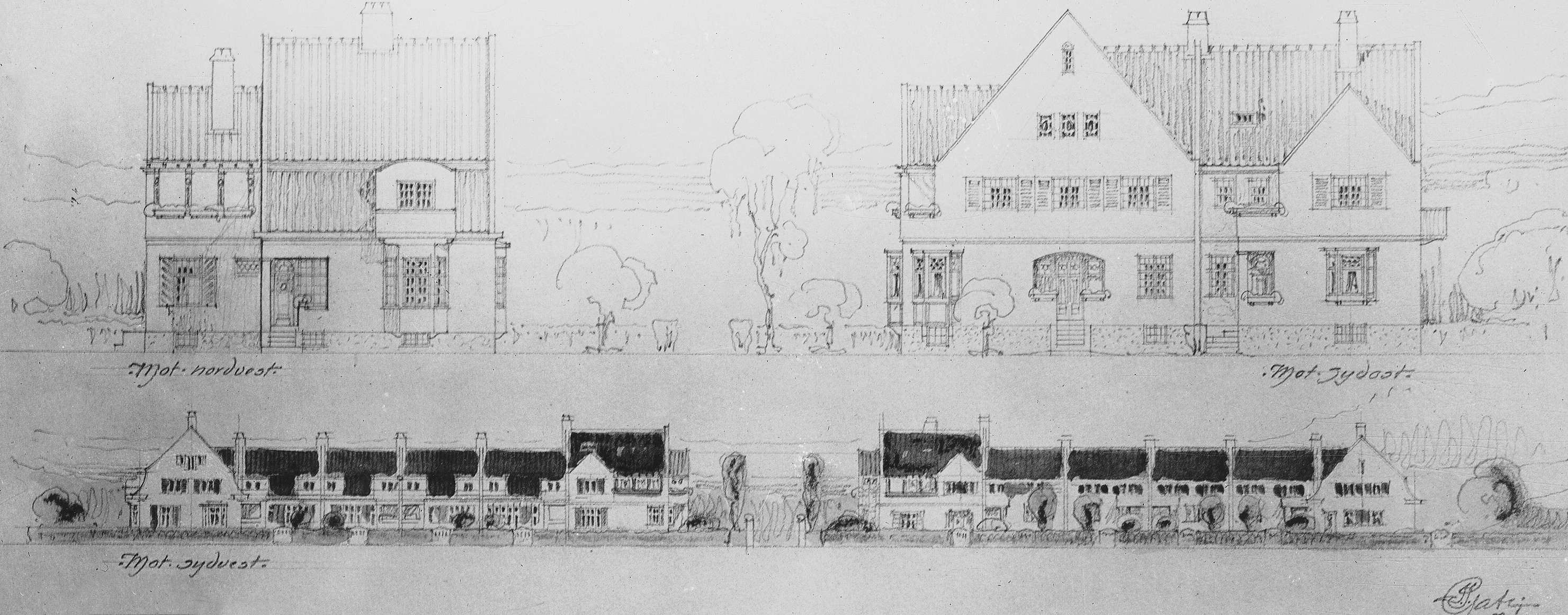
Jacob Gates fasadskiss, 1909.

En stadsplan (”Stadsplan N:r 1 för Lidingö köping”) togs 1911 fram av civilingenjören Nils Gellerstedt och antogs av Lidingö köping 1913. Den byggde på Per Olof Hallmans stadsplan från 1907, upprättad för Lidingö villastad. För kvarteret Tegen medgav planen villor och två radhuslängor. Man sade dock inte radhus utan "sammanbyggda enfamiljshus". På grannkvarteret Ängen avsattes plats för idrottsändamål och en skola (dagens Hersby gymnasium).
Radhusområdet består av två längor, Tegen mindre i norr som har sju lägenheter och Tegen större i söder som har åtta. De båda kvarteren ligger mellan Åkervägen och Ängsvägen. Uppdragsgivare var kamrer C. Wilhelm Backe och arkitekt var Jacob Gate. Byggstart var 1908 och vid inflyttningen hösten 1909 var husen helt färdiga inklusive alla installationer, staket, grindar och tomternas planering med häckar.

### Byggnadsbeskrivning

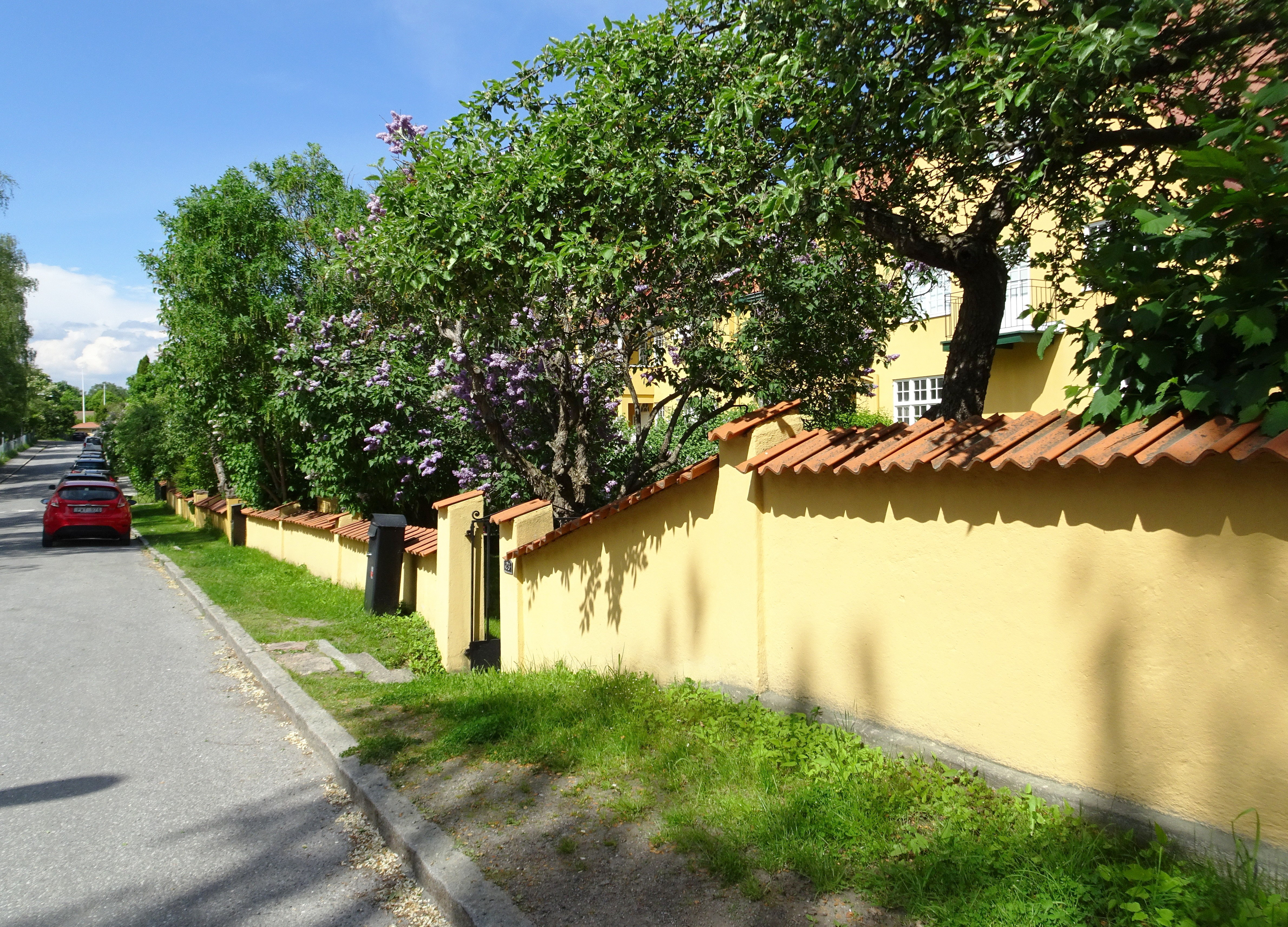
Mur mot Åkervägen.

Vid en första anblick ter sig de båda längorna ganska lika men vid en närmare granskning ser man att de är individuellt utformade. Radhusens långfasader är rikt artikulerade med öppna portiker, balkonger, burspråk och olika prång. Gavelhusen är större, högre och mer accentuerade än mellanhusen. Det är många arkitektoniska element och motiv som samsas i gavelhusen. Några av gavlarna har tysk inspirerade motiv som exempelvis brutna tak och konkava takfall. Därtill kommer burspråk, djupt indragna portiker, balkonger, loggior samt att gavlarna är tvärställda i förhållande till längan däremellan. 
Mellanhusen i Tegen mindre har med sina mansardtak nästan 1 ½ våningskaraktär medan de i Tegen större har fulla två våningar under sadeltak. Fönstren utfördes i huvudsak tidstypiskt småspröjsade. Även balkongdörrarna är småspröjsade. Fasaderna är putsade med slät kalkputs, fortfarande i original, och avfärgade i en varmgul kulör. Sockeln är av gjuten betong. Till helhetsintrycket hör även grönmålade snickeridetaljer och rödmålade plåtinklädnader. Så kläddes exempelvis skorstenarna med röd plåt. Alla fönster hade grönmålade fönsterluckor, idag är bara ett fåtal kvar. En klausul som fanns med i köpekontrakten var att ägaren vid omputsning av fasaderna eller ommålning av plåtdetaljer och snickerier måste bibehålla ursprungskulören. 
Förgårdarna utfördes relativt stora. De är avskilda från gatan och varandra med antingen gulputsade murar avtäckta med lertegel, brunmålade staket eller av häckar. Entrégrindarna är av svartmålat smide med dekorationer, några av dem smyckas av symboler i smide som har någon sorts anknytning till lägenhetens första ägare. Alla lägenheter hade öppen spis samt kakelugn i alla rum, trots att det installerades centralvärme redan från början. 
Varje radhusenhet är en egen fastighet och uppläts med äganderätt. Båda längorna har idag inredda vindar vilket inte alla lägenheter hade från början. Bland områdets invånare märktes länge familjen Lena och Mårten Larsson på Åkervägen 13.
År 2021 såldes ett av radhusen (Åkervägen 15) om åtta rum och kök och 172 m² boarea för 19,8 miljoner kronor.

### Bilder

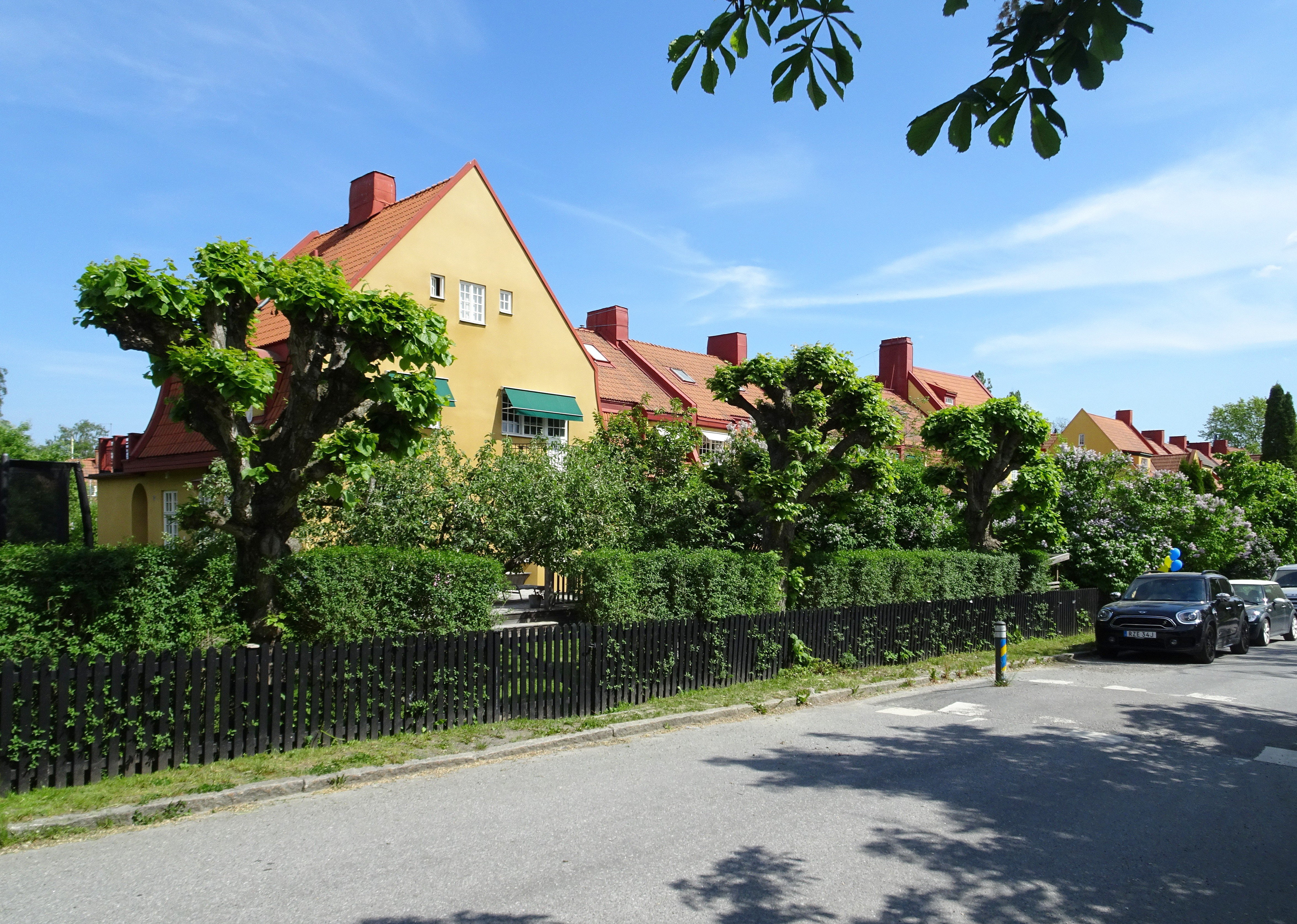
Vy från norr, Tegen mindre närmast.
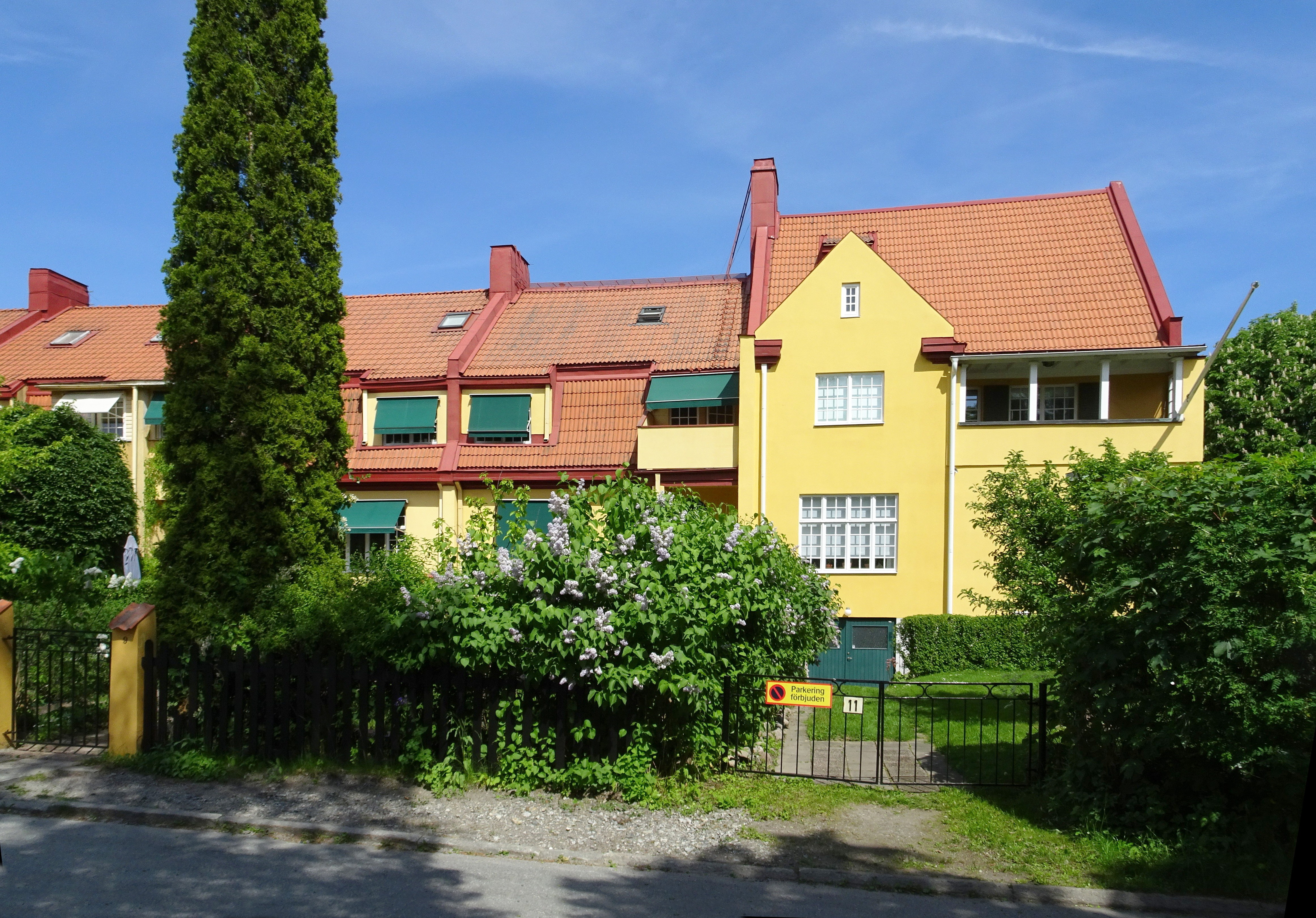
Åkervägen 11.
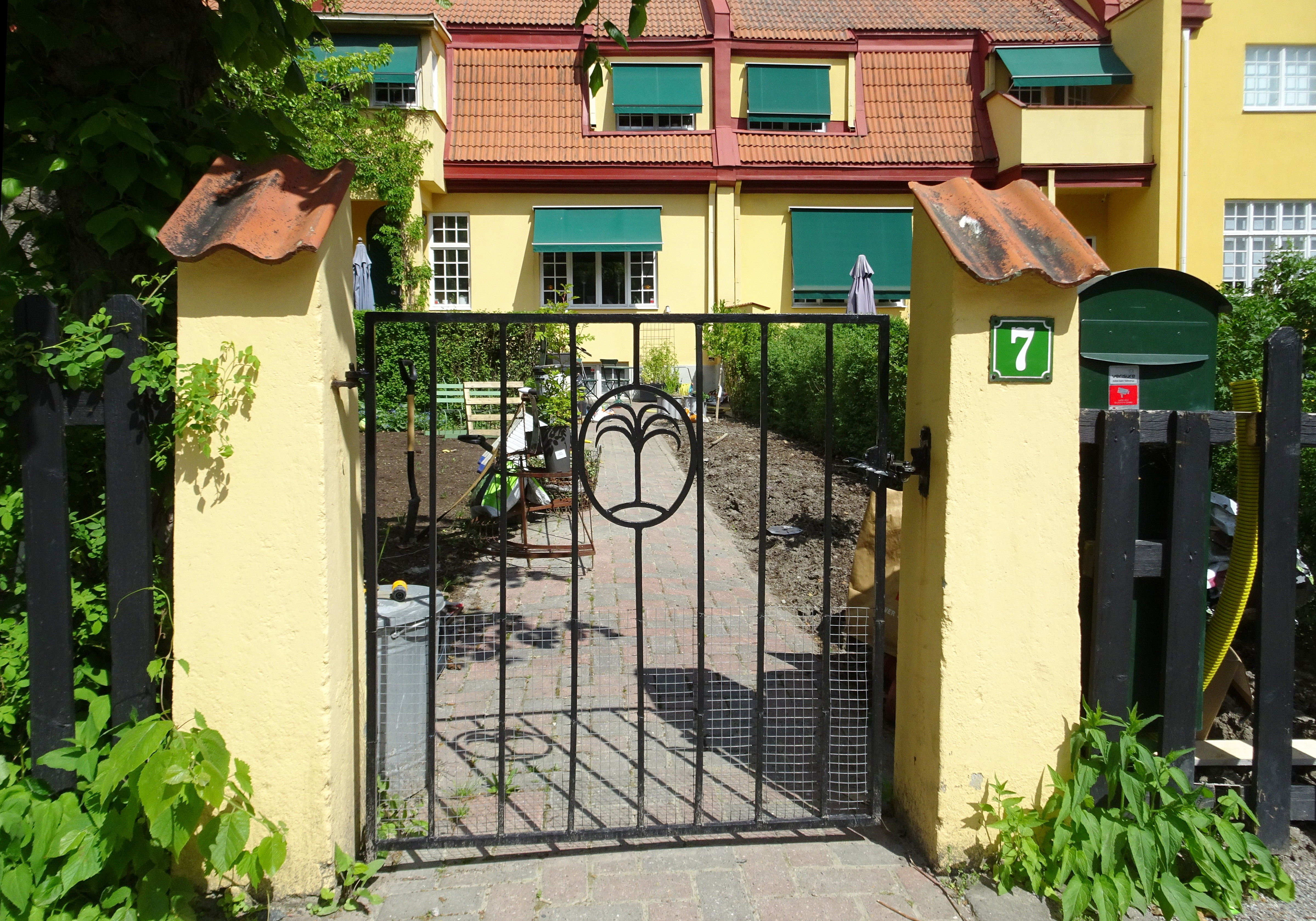
Åkervägen 7. Smidesgrind med palmmotiv.
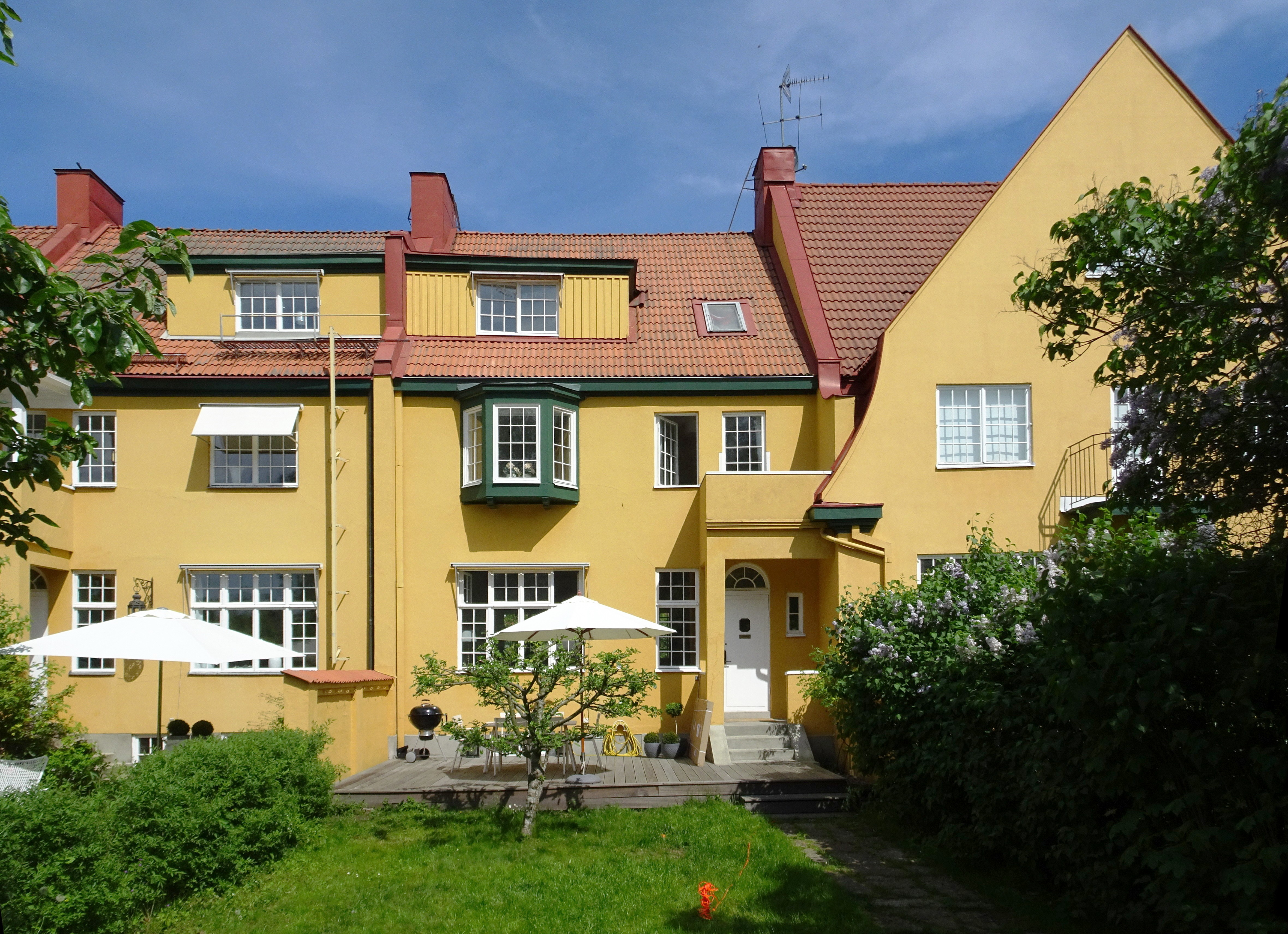
Åkervägen 21.
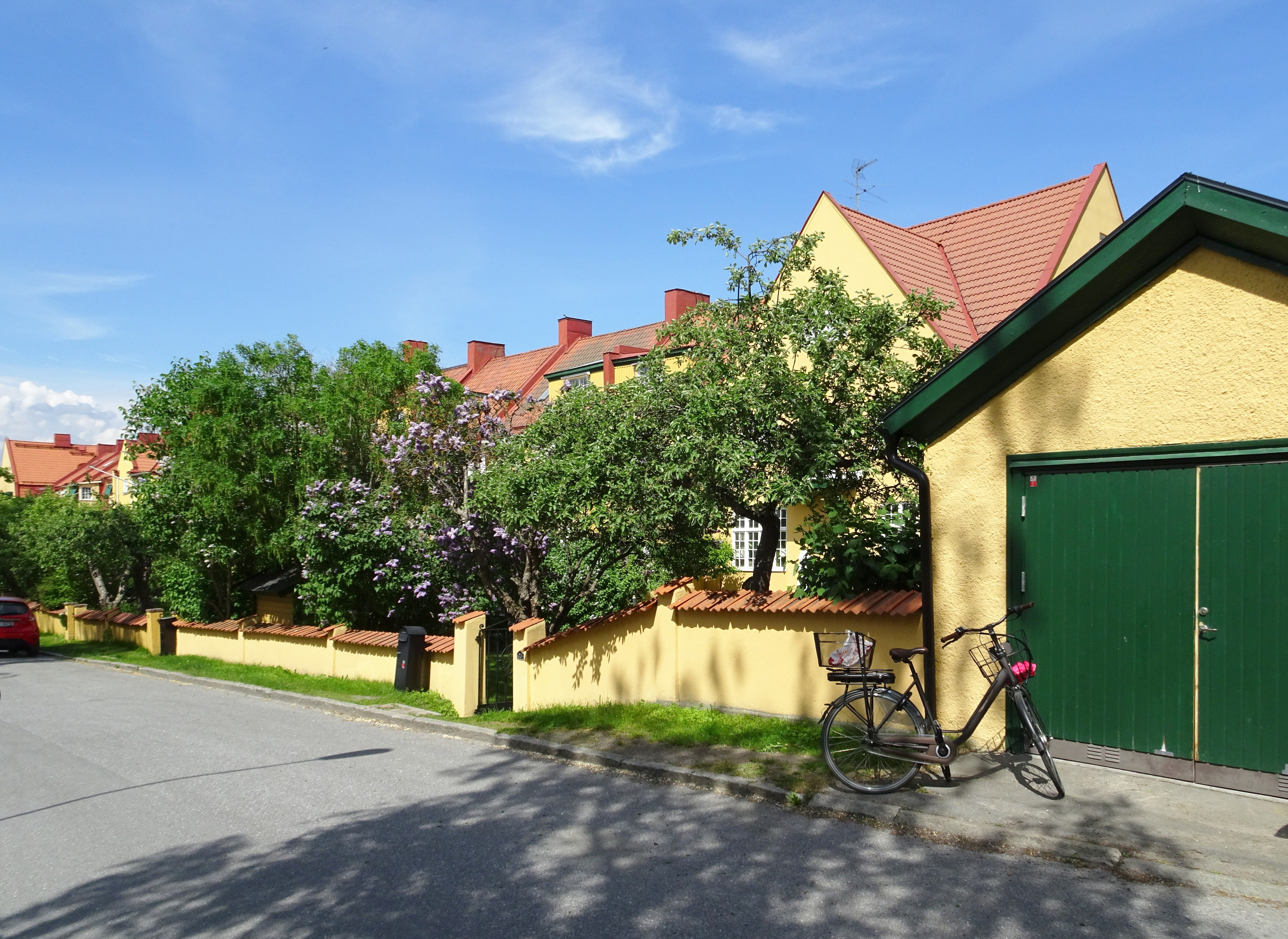
Vy från söder, Tegen större närmast.